# Câmpia Turzii
Câmpia Turzii (en hongarès Aranyosgyéres, en alemany Jerischmarkt o Gieresch) és un municipi de la província de Cluj, Transsilvània (Romania). Es troba al prat del riu Arieș, a pocs quilòmetres al sud-est de Turda i a 40 km de Cluj-Napoca. La localitat de Câmpia Turzii es va establir per reial decret el 1925, unint els pobles de Ghiriș-Arieș i Ghiriș-Sâncrai.

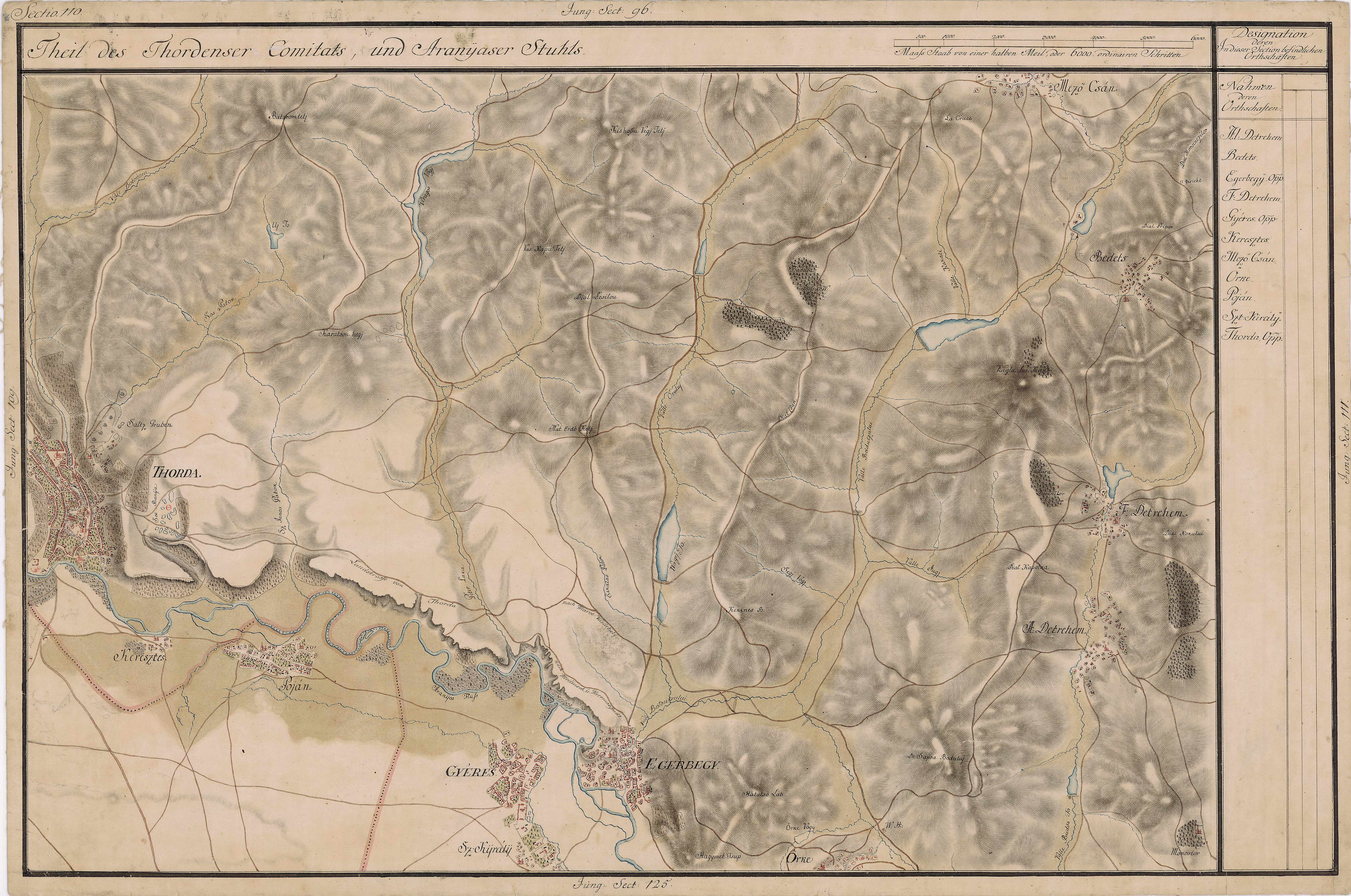
Câmpia Turzii al mapa josefí de Transsilvània, 1769-1773 (secció 110)

## Emblema o escut
L'escut del municipi de Câmpia Turzii consisteix en un escut dividit per un cinturó ondulat de plata. Al primer barri, sobre fons blau, hi ha dues espases creuades. Al segon districte, sobre un fons daurat, hi ha un pergamí que porta el número 1219. Al districte inferior, sobre un fons vermell, hi ha una olla de fosa d'acer (d'acer que flueix, que es converteix en una bobina de filferro) i dues espigues de blat. L'escut està estampat amb una corona mural de plata, formada per cinc torres emmerletades.
Significat dels elements:
Les espases expressen simbòlicament la lluita defensiva dels locals al llarg dels segles. El número 1219 recorda la primera certificació documental de la localitat. L'olla d'abocament d'acer i les espigues de blat simbolitzen l'activitat dels habitants de la zona, respectivament la metal·lúrgia i el cultiu de cereals. El nombre de torres - cinc - dona fe del fet que l'assentament és un centre urbà, elevat al rang de municipi.

## Història
Les primeres evidències de presència humana en aquestes terres daten del neolític inicial (6500-3000 aC). C.). Aquests rastres consisteixen en objectes de pedra tallada, descoberts a la riba esquerra de l'Arieș, entre Valea Sărată i l'empresa CERCON Arieșul SA (antiga Indústria de Lut SA).
De la fase de transició des del final del Neolític fins al començament de l'edat del bronze (1900-1700 aC). C.) se'n conserva una tomba d'unes dimensions apreciables (diàmetre màxim d'uns 50 m, alçada d'uns 2 m), dins de la qual es va trobar l'esquelet d'un home alt i robust. va ser atribuïda a tribus de pastors nòmades, originàries de les estepes del Pòntic nord.
Del període daci, es van descobrir ornaments de plata, polseres en espiral amb extremitats ornamentades en forma de cap de serp i collarets de filferro retorçat a Poiana (districte Turdean, a l'oest de Câmpia Turzii), i a la vora dels vaixells de carretera Viișoara-Boian de argila ornamentada.

### L'època romana
No s'han descobert rastres del domini romà (106 - 274 dC. C.) a Câmpia Turzii, tot i que no gaire lluny es trobava l'important campament romà Potaissa (avui Turda). Una via romana passava sobre l'actual territori de Câmpia Turzii, que començava des de Potaissa fins a l'altura del Mureș i es trobava amb la carretera romana que anava des de “Salinae” (avui Ocna Mureș) fins al poble de Gligorești. Malauradament, no es van trobar rastre d'aquesta carretera a Câmpia Turzii. Una mica més al sud, al territori del poble de Călărași, s'hi va identificar una porció d'una altra via romana que connectava Potaissa (avui Turda) amb Apulum (avui Alba Iulia). L'època antiga de l'antiguitat està representada per diverses proves arqueològiques i numismàtiques pertanyents al període en què Dàcia era una província romana (segles ii i iii) identificada a la zona esmentada anteriorment, incloent-hi les traces de diversos assentaments". - extracte de la història publicada per l'Ajuntament de Câmpia Turzii.
Des de l'època post-romana s'han trobat diverses evidències arqueològiques als voltants (a Turda i a Urca). Des del període de les grans migracions dels pobles, es testimonia el pas dels àvars per la zona.

### Edat mitjana
La informació escrita i conservada més antiga sobre Câmpia Turzii fa referència al poble de Ghiriș-Sâncrai i es troba en un document escrit el 1219 per la cancelleria reial d'Hongria. És l'acte de donació del rei Andreu II (1205 - 1235) a favor dels cànons de la diòcesi catòlica d'Esztergóm (Hongria), pel qual se’ls va donar "una terra a la part de Transsilvània anomenada Vinț" (avui la Unió, a prop d' Ocna Mureș). Una de les fites que delimitaven aquella terra era "a la carretera propera a la frontera del poble de Chiend" (avui Plăiești), al poble de Villa Sancti Regis (el poble del rei sant, més tard anomenat Ghiriș-Sâncrai). Per tant, Ghiriș-Sâncrai era un domini de la corona.
El primer certificat d'atestació del poble veí Ghiriș-Arieș data de 1292, essent un document pel qual el capítol de l'episcopat catòlic d'Alba Iulia confirma que Pau i Pere, fills del noble Gerus de Ghiriș-Arieș, van vendre al comte Ioan, fill d'Urkund, noble de Tordalaka (aquest petit assentament medieval proper ja no existeix) per 30 marca una "terra anomenada Terra Gerusteleke" (terra de Gerus), situada al comtat de Turda, "rius undam rius Aranias" ("prop de el riu Àries") amb tots els seus usos. Cal buscar els inicis dels dos pobles propers abans de la seva documentació.
Només el poble de Ghiriș-Sâncrai (Villa Sancti Regis, Villa de Sancto Rege, Villa Zenthkiraly) apareix al registre dels delmes papals entre 1332 i 1337. Per tant, a Ghiriș-Sâncrai hi ha una parròquia catòlica romana, amb una població formada probablement per diversos grups ètnics. Al mateix temps, Ghiriș-Arieș estava habitada per ortodoxos romanesos. El 1610 Ghiriș-Arieș va ser elevat per decisió del príncep transilvani Gabriel Báthory (1608 - 1613) al rang de fira, amb motiu de donar aquest camp (Gheres, Girisch) a un nombre de 58 soldats de la guàrdia príncep (qui els va salvar la vida) i el seu ennobliment. El domini incloïa: el poble i el castell Aranyos-Gyéres, així com els pobles Tăureni, Tritenii de Sus, Tritenii de Jos, Iacobeni, Coc i Boian . Ghiriș-Arieș es va convertir en una colònia justa i militar, mentre que Ghiriș-Sâncrai va romandre en un poble amb una economia feudal i servituds servicials. Després de 1763, Ghiriș-Arieș decau progressivament, quedant anul·lats els seus drets i privilegis. Al segle xviii, el castell de Ghiriș-Arieș va ser utilitzat com a campament militar i com a caserna general de la guàrdia fronterera. Les seves ruïnes encara es poden veure a mitjan segle XIX.
Les esglésies romaneses (de fusta) es documenten per primera vegada el 1733 (Ghiriș-Sâncrai) i el 1750 (Ghiriș-Arieș), però se suposa que la seva construcció va ser anterior. El cens del 1784 al 1787 registra el nombre següent de cases: Ghiriș-Arieș = 101, Ghiriș-Sâncrai = 75. Un cens posterior (1857) va registrar la següent situació de les cases: Ghiriș-Arieș = 246, Ghiriș-Sâncrai = 103.
El 1861, quan les localitats privilegiades van recuperar la seva autonomia, Ghiriș-Arieș es va restituir parcialment els privilegis que tenia abans de la revolució de 1848. El 1867 Ghiriș-Arieș torna a passar entre els assentaments rurals amb la condició de comuna. Aquest estat es mantindrà fins al 1925, any de la creació de la comuna Câmpia Turzii. El 1873 es va posar en funcionament el ferrocarril Războieni - Ghiriș-Arieș - Cluj. El ferrocarril de Câmpia Turzii-Turda es va inaugurar el 19 de juny de 1885.
El 1879 es va construir una nova escola romanesa a Ghiriș-Arieș, sobre la fundació d'una escola més antiga (avui el Dispensari TB del policlínic). Entre el 1896 i el 1898 es va construir l'església catòlica romana a Ghiriș-Sâncrai. El 1898, la comuna de Ghiriș-Arieș tenia 321 cases, i el poble veí de Ghiriș-Sâncrai tenia 123 cases. El 1907 - 1908 es va construir la primera fàbrica de la zona a prop de Ghiriș-Arieș ("Industria de lut SA", avui: CERCON Arieșul SA). Els anys 1910 - 1912 es va construir una església de maó greco-catòlica a Ghiriș-Arieș, al lloc d'una antiga de fusta.
Al mapa josefí de Transsilvània de 1769-1773 (Sectio 110), els pobles inicials Ghiriș-Arieș i Ghiriș-Sâncrai apareixen sota el nom de “Gyéres” respectivament “Sz. Kiraly ”.

### El període d'entreguerres
A Ghiriș-Arieș hi havia el 1920 (abans de la reforma agrària del 1921) tres grans propietaris: Betegh Miklos, l'Estat romanès (propietari legítim d'una antiga finca de l'Estat austrohongarès) i la parròquia reformada-calvinista. A Ghiriș-Sâncrai també hi havia tres grans propietaris: Betegh Miklos i la seva dona, la vídua del comte (comte) Bethlen Bálint (n. 1856, Beclean - d. 1913, Budapest ; casada amb la comtessa Uzon Adalberta Béldi el 1882 a Cluj; Comtessa (n. 1863, Cluj - d. 1946, Budapest) i Illyés Olga (resident a Sâncraiul de Mureș). Fins i tot després de la reforma agrària de 1921, els grans propietaris van continuar existint a Câmpia Turzii. El comte Bethlen Ödón tenia la majoria de les seves finques a Urca .
El 1921 Ghiriș-Arieș tenia 364 cases, i Ghiriș-Sâncrai 119 cases. La construcció de la fàbrica “Industria Sârmei SA” el 1920 va contribuir essencialment al desenvolupament de la comuna Ghiriș-Arieș. També el 1920 es va iniciar la introducció de gas metà a les cases d'aquesta comuna.
La unificació de les 2 localitats (Ghiriș-Arieș amb Ghiriș-Sâncrai) va tenir lloc oficialment el 1925, prenent la localitat el nom de comuna "Câmpia Turzii", pel Reial decret núm. 2456 del 25 de setembre de 1925. La unificació estava prevista des del 1924, quan la comanda núm. 360 del primer ministre de la xarxa Turda va decidir la unió entre les comunes de Ghiriș-Arieș, Ghiriș-Sâncrai i Agârbiciu (actual Viișoara). El consell comunal va acceptar la unió dels dos primers, però no per a Viișoara, ja que "el terreny entre les localitats és inundable i, per tant, no és apte per a construccions d'habitatges, aleshores Agârbiciu, en ser una comuna pobra, per la unificació seria una càrrega per a Ghiriș ".
Durant el període d'entreguerres, es va convertir en la seu de la plana de Câmpia Turzii (antiga xarxa Turda), dins del comtat de Turda .
El 1930 es va construir una església grec catòlica de maó al barri de Sâncrai (antiga Ghiriș-Sâncrai), al lloc on hi havia una església de fusta més antiga. En aquell any hi havia 797 edificis a Câmpia Turzii. L'estadi esportiu es va inaugurar el 1938 i el Palau de la Cultura (més tard anomenat Club Obrer) el 1945 (imponent construcció, iniciada el 1942). Entre el 1943 i el 1950 es va construir l'església ortodoxa al centre.

## Economia
La presència de dues grans unitats industrials va influir decisivament en la vida econòmica de la ciutat:
- "Indústria del cable" (més tard "Mechel Câmpia Turzii")
- "Indústria de l'argila"

## Demografia
Amb el pas del temps, la població de la localitat ha evolucionat de la següent manera:
La composició ètnica del municipi de Câmpia Turzii
La composició confessional del municipi de Câmpia Turzii

### Evolució històrica
Segons el cens realitzat el 2011 a Romania, la població del municipi de Câmpia Turzii ascendeix a 22.223 habitants. Al cens anterior al 2002, s'hi van registrar 26.823 d'habitants. La majoria dels habitants són romanesos (80,93%). Les principals minories són els hongaresos (6,66%) i els gitanos (5,06%). Per al 7,2% de la població, es desconeix l'ètnia. Des del punt de vista confessional, la majoria dels habitants són ortodoxos (75,75%), però també hi ha minories dels reformats (5,98%), pentecostals (3,99%), testimonis de Jehovà (2,36%) i grecs-catòlics (1,52%). Per al 7,58% de la població, no es coneix l'afiliació confessional.
| Cens  | Cens   | Estructura confessional | Estructura confessional | Estructura confessional | Estructura confessional | Estructura confessional | Estructura confessional | Estructura confessional | Estructura confessional | Estructura confessional | Estructura confessional | Estructura confessional |
| ----- | ------ | ----------------------- | ----------------------- | ----------------------- | ----------------------- | ----------------------- | ----------------------- | ----------------------- | ----------------------- | ----------------------- | ----------------------- | ----------------------- |
| L'any | Total  | Ortodoxa                | Unir                    | Catòlics romans         | reformat                | Protestant              | Unitaris                | Mosaic                  | Baptistes               | Pentecostals            | Adventistes             | Altres                  |
| 1.850 | 1.655  | 3                       | 1.057                   | 43                      | 548                     | 1                       | 3                       |                         |                         |                         |                         | 0                       |
| 1.857 | 1.555  | 1                       | 983                     | 50                      | 517                     | 1                       | 3                       |                         |                         |                         |                         | 0                       |
| 1.869 | 1.458  | 8                       | 885                     | 63                      | 491                     | 1                       | 6                       | 4                       |                         |                         |                         | 0                       |
| 1.880 | 1.833  | 55                      | 904                     | 120                     | 685                     | 6                       | 15                      | 48                      |                         |                         |                         | 0                       |
| 1.890 | 2.244  | 30                      | 1.036                   | 175                     | 900                     | 10                      | 27                      | 66                      |                         |                         |                         | 0                       |
| 1.900 | 2.404  | 24                      | 1.175                   | 141                     | 920                     | 10                      | 49                      | 84                      |                         |                         |                         | 1                       |
| 1.910 | 2.519  | 17                      | 1.295                   | 86                      | 1.014                   | 7                       | 8                       | 92                      |                         |                         |                         | 0                       |
| 1930  | 4.124  | 212                     | 1.909                   | 363                     | 1.305                   | 31                      | 92                      | 208                     | 1                       |                         |                         | 3                       |
| 1992  | 29.307 | 22.769                  | 1.401                   | 551                     | 2.421                   | 7                       | 65                      |                         | 238                     | 824                     | 154                     | 877                     |
| 2002  | 26.823 | 21.822                  | 644                     | 364                     | 1.896                   | 3                       | 43                      | 6                       | 219                     | 876                     | 137                     | 813                     |

## Administració i política
El municipi de Câmpia Turzii està administrat per un alcalde i un consell local compost per 19 regidors. L'alcalde, Dorin-Nicolae Lojigan el Partidul Național Liberal, té la seu a20162016. Des de les eleccions locals de 2020, el consell local té la següent composició de partit polític. Câmpia Turzii es va convertir per llei per a la unificació administrativa del 24 de juny de 1925 centre administratiu, respectivament, seu central (una de les 6 xarxes del comtat de Turda). Segons el cens de població romanès del 29 de desembre de 1930, la xarxa de Câmpia Turzii incloïa 19 pobles: Boian, Călărași, Câmpia Turzii (seu de la xarxa), Ceanu Mare, Coc, Gligorești, Gura Arieșului, Iacobeni, Inoc, Luna, Lunca Mureșului, Luncani, Poiana (avui barri de Turda), Războieni-Cetate, Tritenii de Jos, Tritenii de Sus, Unirea, Urca, Viișoara. El comtat de Turda i, implícitament, la xarxa de Câmpia Turzii, van ser abolits amb la reforma administrativa del 6 de setembre de 1950.
El 8 de maig de 1946, Câmpia Turzii va ser declarada comuna de categoria I, l'1 d'agost de 1952 ciutat i l'11 de novembre de 1998 com a municipi.
Entre el 2008 i el 2012, l'alcalde del municipi va ser Ioan Vasinca, que va morir l'1 de juny de 2012, abans de les eleccions municipals del mateix any.

## Llocs de culte
- Parròquia ortodoxa núm. 1 dedicada a l '"Assumpció de la Santíssima Verge" (antiga catòlica grega fins al 1948), carrer Laminoristilor nr.30 (cantonada amb carrer George Cosbuc). Entre 1910-1912, aquesta església greco-catòlica de maó i pedra es va erigir a l'antic poble de Ghiriș-Arieș, en lloc d'una antiga església de fusta, traslladada a la ciutat veïna de Călărași. El terreny fou comprat el 1910 per la parròquia greco-catòlica, sobre la base d'un acord amb un comerciant jueu local. L'1 de desembre de 1948 l'església fou transferida per la força al culte ortodox per decret núm. 358. Després de 1948, l'església va patir canvis arquitectònics, rebent al mateix temps la patrona ortodoxa "Assumpció". L'interior de l'església va ser restaurat i pintat a l'estil romà d'Orient.
- Parròquia ortodoxa núm. 2 dedicada a la "Resurrecció del Senyor", plaça M. Viteazu núm. 9. L'església es va construir entre 1943-1951, tenint com a principal finançador la planta d'Indústria Sârmei SA, l'obra executada per iniciativa del director Ionel Floașiu. L'arquitecte d'aquesta església va ser Gheorghe Cristinel de Bucarest (també va dissenyar el Palau Cultural "Ionel Floașiu" de la localitat). El constructor de l'església va ser Gheorghe Pop, l'escultor de les obres dins i fora de l'església va ser Gheorghe Dima i el pintor Coriolan Munteanu va executar la pintura interior. L'església està inscrita a la llista de monuments històrics del comtat de Cluj.
- Parròquia ortodoxa núm. 3 dedicada a “St. Arcàngels Miquel i Gabriel” (antic grec-catòlic fins al 1948), carrer 1 Decembrie 1918 núm. 57 (cantonada amb carrer Agent Sever). L'Església Greco-Catòlica (de l'antic barri de Ghiriș-Sâncrai) es va construir entre els anys 1928-1930, en terrenys cedits pel propietari local Miklos Betegh i la seva dona. Va ser construït en maó, amb una sola nau i una torre dotada al principi d'una petita campana, extreta de l'antiga església grec-catòlica de fusta d'aquest lloc. L'1 de desembre de 1948 l'església fou transferida per la força al culte ortodox per decret núm. 358. Després del 1948, l'antiga església greco-catòlica va patir alguns canvis arquitectònics, rebent al mateix temps el patró “St. Arcàngels Miquel i Gabriel ”.
- Parròquia ortodoxa núm. 4 dedicada a “St. Gheorghe, Gavrilă i Andrei”, carrer Nicolae Titulescu fn (barri de Șarât). La construcció es va iniciar el 1994 i es va acabar el 2007. Arquitectònicament, combina diversos estils. La iconostasi està construïda en estil romà d'Orient i l'interior està decorat amb frescos.
- Parròquia ortodoxa núm. 5 dedicada a “St. Elies el profeta ”, carrer Gheorghe Barițiu núm. 38 C. L'església es va construir entre 1999-2002 en forma de vaixell. L'escultura i la pintura de la iconostasi es van fer el 2007. El 2008 es va executar el fresc neobizantí.
- La parròquia greco-catòlica dedicada a l '"Anunciació", carrer Vasile Alecsandri fn L'església es va construir entre 1990-2001 a l'estil Brancoveanu, caracteritzada per línies corbes. El campanar combina l'estil cubista amb l'estil romanès. L'interior està decorat amb frescos i vitralls.
- La parròquia catòlica romana dedicada al "Cor Just de Jesucrist", carrer 1 Decembrie 1918 núm. 28. L'església es va construir el 1898 i es va restaurar el 1912. És una construcció amb una arquitectura rectangular. L'interior està ordenat segons el ritu llatí i exhibeix des de 1930 l'original del quadre sobre tela "El cor just de Jesucrist".
- Església calvinista reformada, plaça M. Viteazu núm. 1. És l'edifici més antic de la ciutat, erigit entre 1679-1680, declarat monument històric. L'església és una construcció fortificada, envoltada per un mur de pedra. Hi havia una vegada que la muralla era més alta, però en els darrers temps, en perdre el seu paper de defensa, es va reduir. El 1786 es van fer algunes modificacions: es va restaurar l'interior i es va reparar la volta de la comtessa Kendeffy Rachel, el nom del qual està escrit en una placa de marbre a l'esquerra del púlpit.
- Església Baptista, carrer Pau núm. 14.
- L'església pentecostal de Betel, carrer Tudor Vladimirescu fn
- L'església pentecostal de Betània, carrer Dr.I.Ratiu núm. 59.
- Església Adventista del Setè Dia, carrer Horea nr.19.
- Sala del Regne - Testimonis de Jehovà, carrer Dr.I.Ratiu núm.20.

## Monuments històrics
Els següents objectius de Câmpia Turzii es van inscriure a la Llista de monuments històrics del comtat de Cluj, elaborada pel Ministeri de Cultura de Romania el 2015:
- Església reformada-calvinista (plaça Mihai Viteazu, CJ-II-mB-07555).
- Bethlen Mansion (17 de desembre de 1918, núm. 17, avui biblioteca escolar de l'escola secundària teòrica "Pavel Dan", CJ-II-mB-07554).
- Betegh Mansion (avui Pinochio Kindergarten, carrer Teilor núm. 10, CJ-II-mB-07557).
- Paget Mansion (avui Club infantil, carrer Banys, CJ-II-mB-07553).
- El centre cívic comunitari d'entreguerres (plaça Mihai Viteazu núm. 8-9, CJ-II-aA-07556), compost pel Club Obrer (avui Casa de Cultura "Ionel Floașiu") i l'Església Ortodoxa.
- La primera escola romanesa (carrer Avram Iancu núm. 8, avui museu (Primera escola romanesa-1879, CJ-IV-mB-07858).
- Mounds[23] des del punt “Izvorul Fizeș” (CJ-IsB-06998).
- Els túmuls des del punt “Primavera d'Elecfalva” (CJ-IsB-06999).
- Necròpoli del segle vii a l'antiga propietat de Betegh (CJ-IsB-07000).

## Llocs turístics
- Casa de Cultura „Ionel Floașiu”
- Mansió Paget del carrer Parcului núm. 10
- Mansió de Szentkereszty-Bethlen
- Mansió Betegh de Câmpia Turzii
- L'església calvinista reformada de Câmpia Turzii
- L'Església Catòlica Romana de Câmpia Turzii
- Església Greco-Catòlica de Câmpia Turzii (Ghiriș-Arieș)
- Església catòlica grega de Câmpia Turzii (Ghiriș-Sâncrai)
- L'Església Ortodoxa de Câmpia Turzii

## Cementiris
- El cementiri a l'oest de la carrer Iancu Jianu és catòlic i reformat-calvinista, amb accés directe des de la carrer Iancu Jianu i greco-catòlic amb accés des de la zona de la vall de Racoșa. El cementiri veí, a l'est de la carrer Iancu Jianu (el cementiri al final de la carrer Gardens), és ortodox.
- El cementiri neoprotestant (conegut com el "cementiri penedit") es troba al camp al nord dels 2 cementiris, no gaire lluny del riu Àries.
- El cementiri dels herois de Câmpia Turzii, organitzat el 1944, es troba dins d'un cementiri cristià, entre els carrers Barițiu-Eroilor-Griviței-Ardealului. La superfície de la parcel·la destinada a les tombes dels herois de la Segona Guerra Mundial és de 1.205 m². 320 herois estan enterrats al cementiri, dels quals 254 desconeguts i 66 coneguts, en fosses individuals o comunes.

## Estructures militars
- Base Aèria 71

## Ciutats bessones
- La Salvetat Saint-Gilles (França)
- Mohács (Hongria)
- Kisber (Hongria)
- Putten (Països Baixos)
- Siemianowice (Polònia)
- Bayramic (Turquia)

## Personalitats
- Ionel Floașiu, enginyer, impulsor de la vida cultural d'entreguerres
- Paul Ciuci, solista vocal, guitarrista i compositor, membre de la banda Compact
- Aurel Vasilescu, bateria, membre de la banda Compact
- Adél Csobot, cantant, guanyadora del tercer lloc a X Factor a Hongria el 2012
- Cozmin Gușă, polític
- Teodor Murășanu, professor i escriptor
- John Paget, aristòcrata anglès, terratinent
- Virginia Ruzici, tennista
- Andra, cantant.
- Mircea N. Nemeș.

## Galeria d'imatges
Per obtenir més imatges, vegeu Wikimedia Commons - Câmpia Turzii.

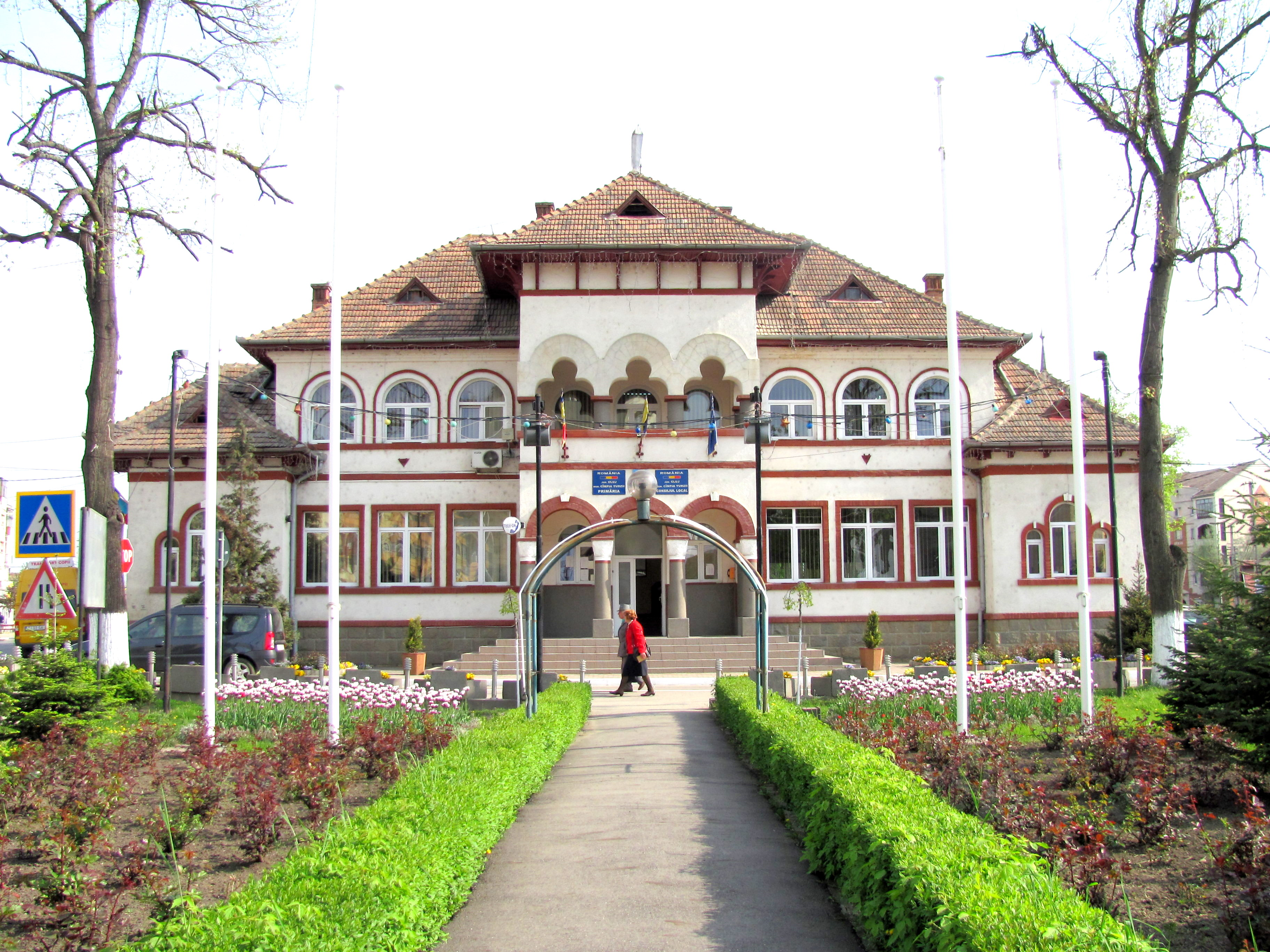
Ajuntament (Carrer Laminoriștilor nr.2)
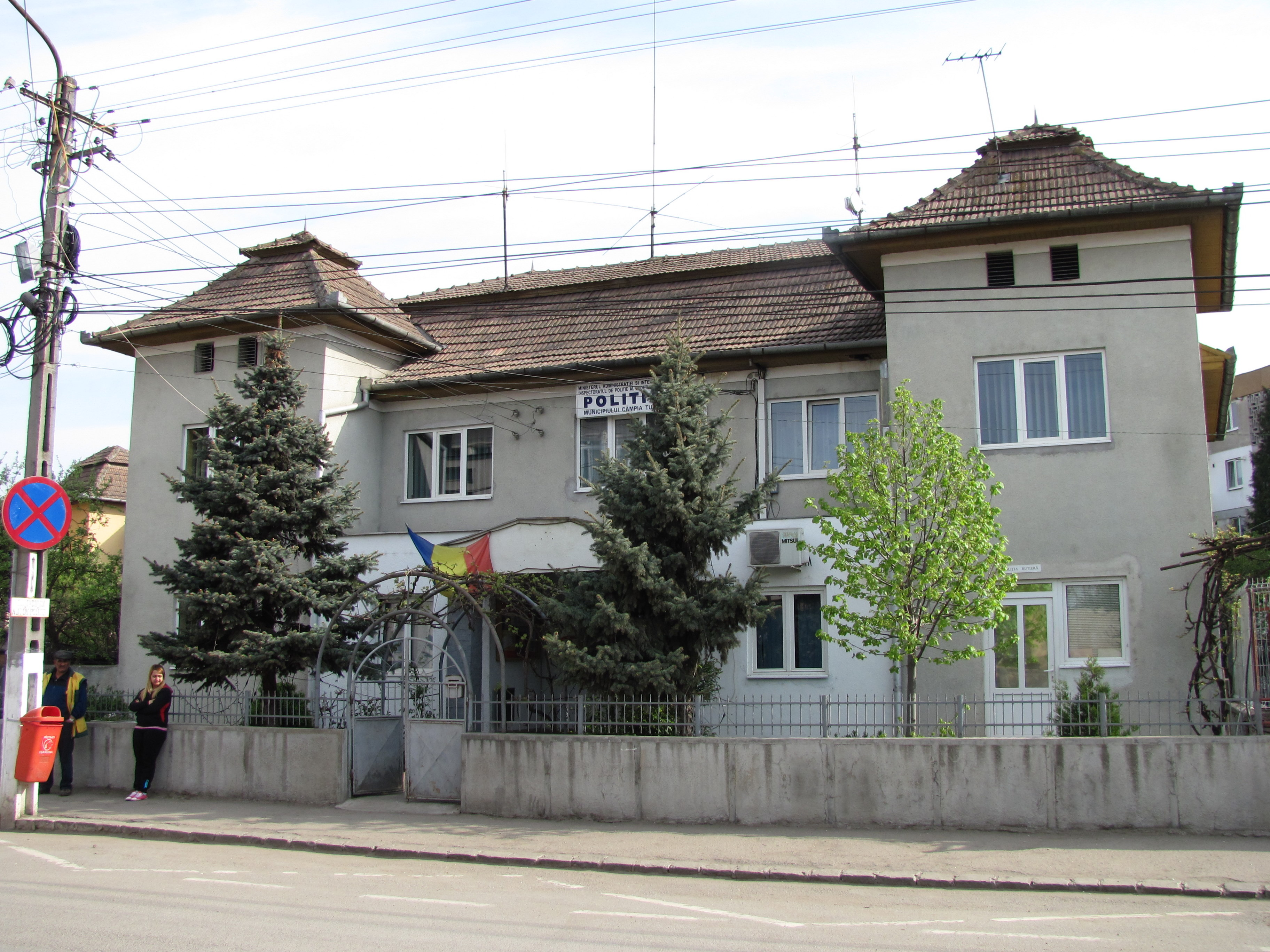
Policia (Carrer A.Mureșanu nr.32)
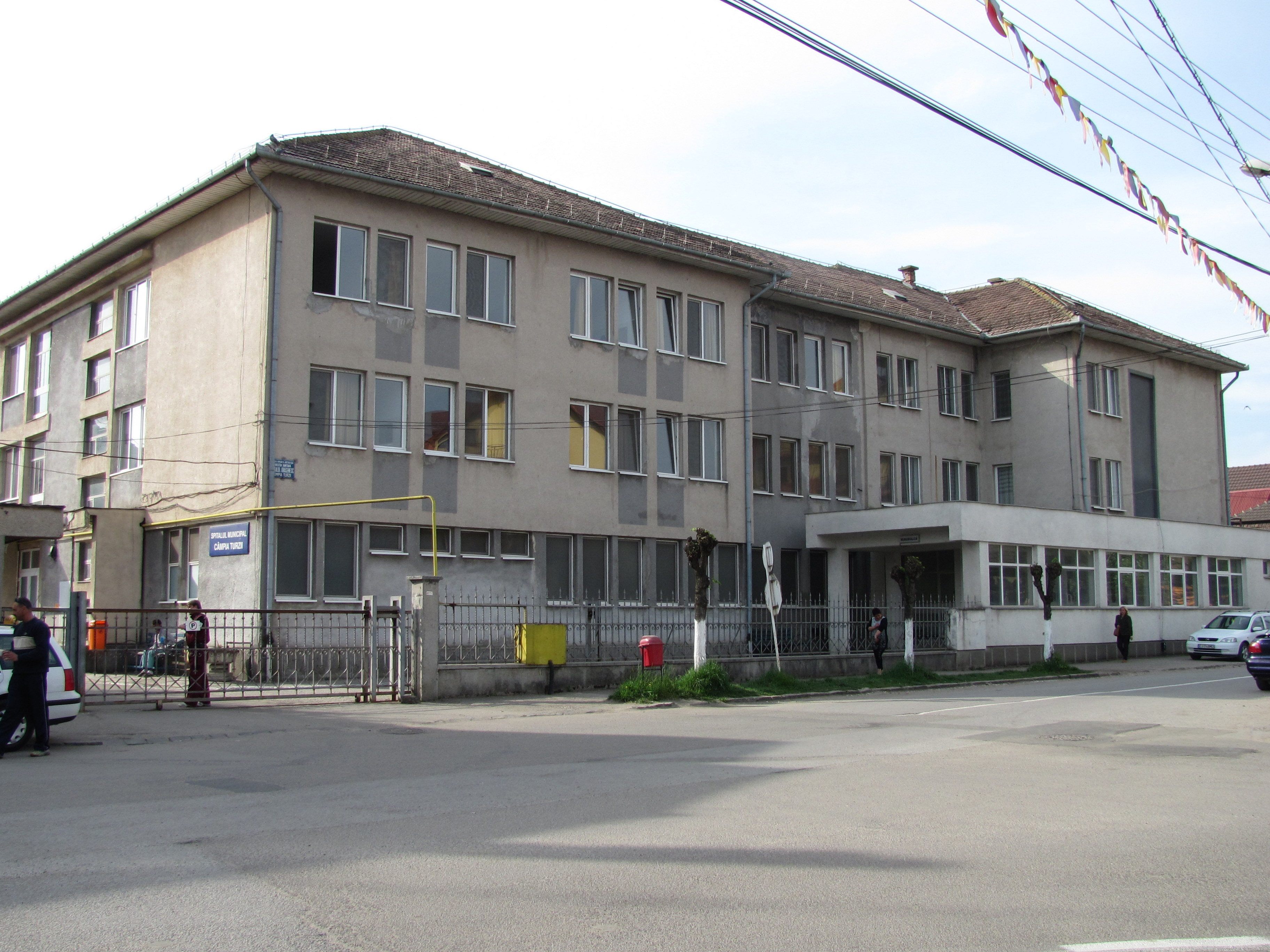
Hospital Municipal (Str. Avram Iancu nr.33)
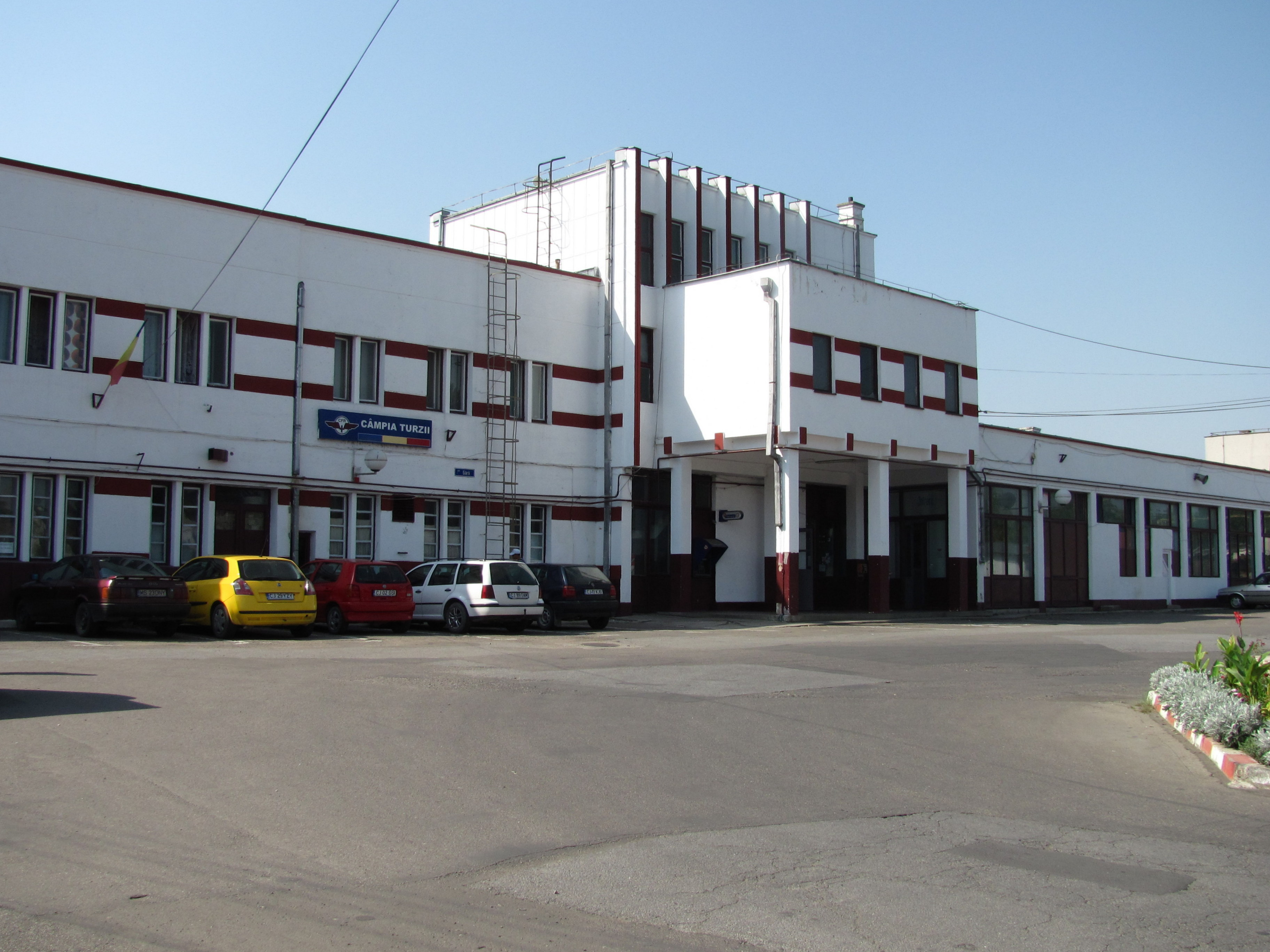
Estació (Carrer Gării nr.13)
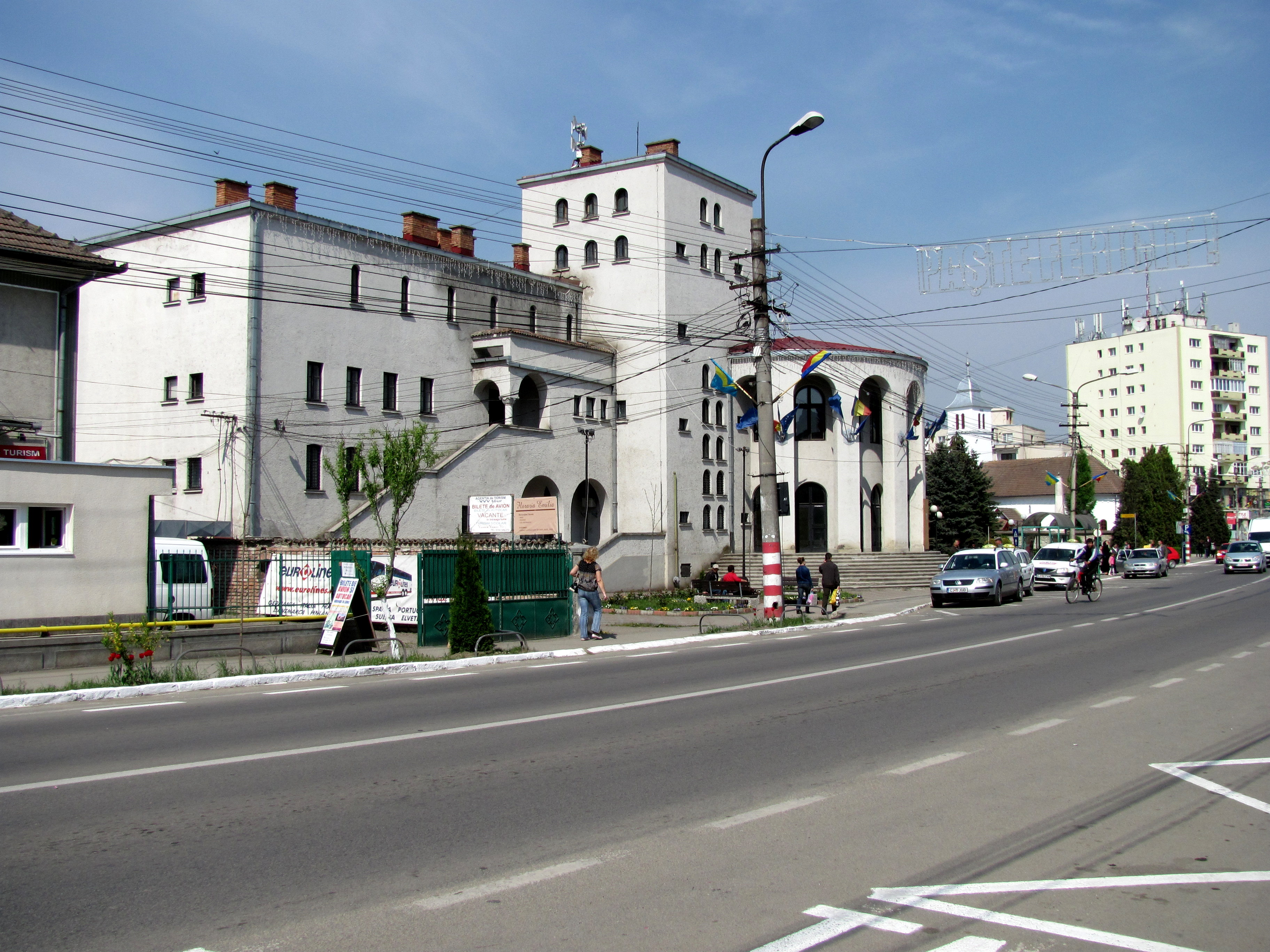
Casa de Cultura (Plaça Mihai Viteazu nr.8)
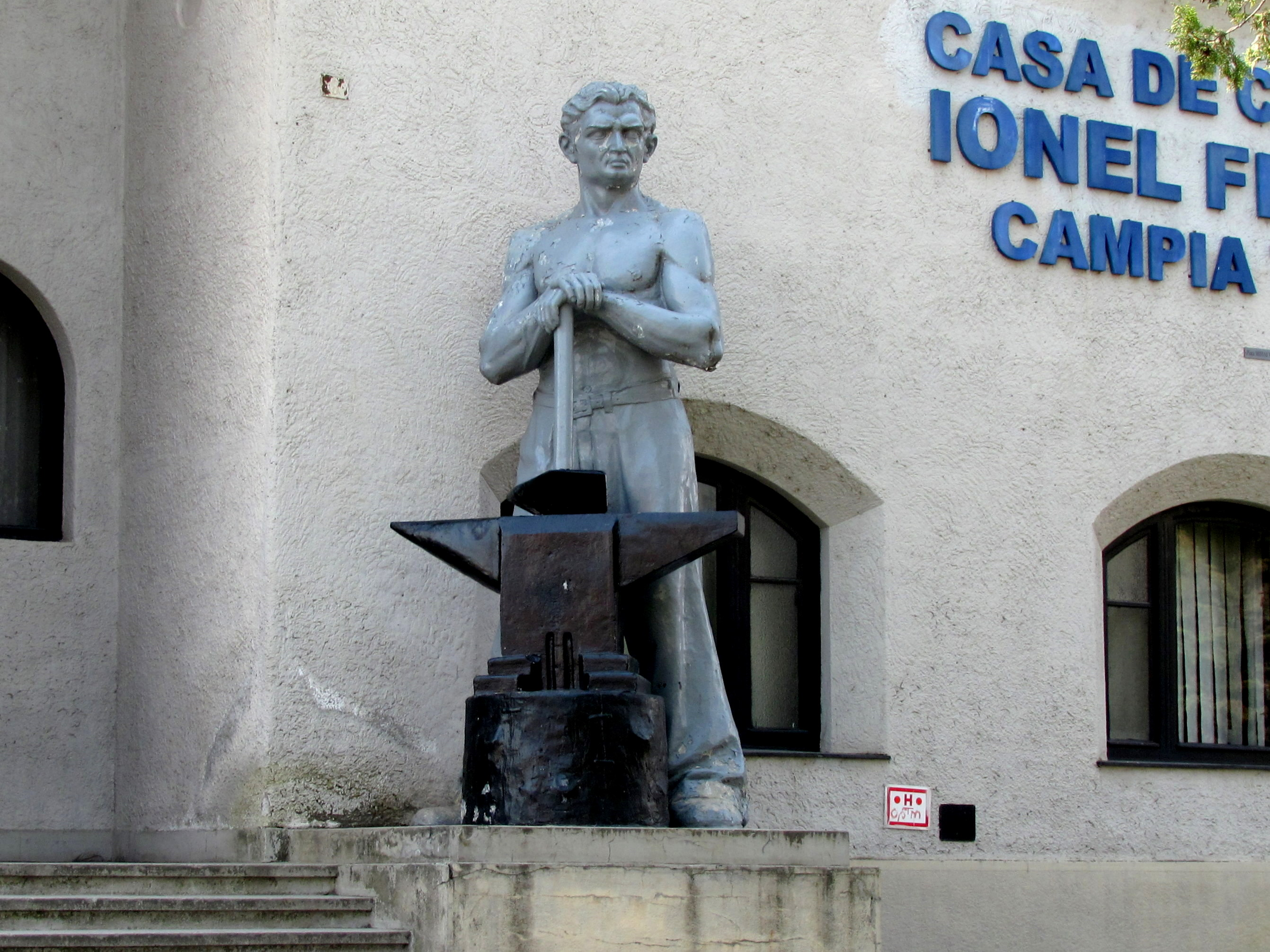
Casa de Cultura - estatua "Muncitorul oţelar" (Piața Mihai Viteazu nr.8)
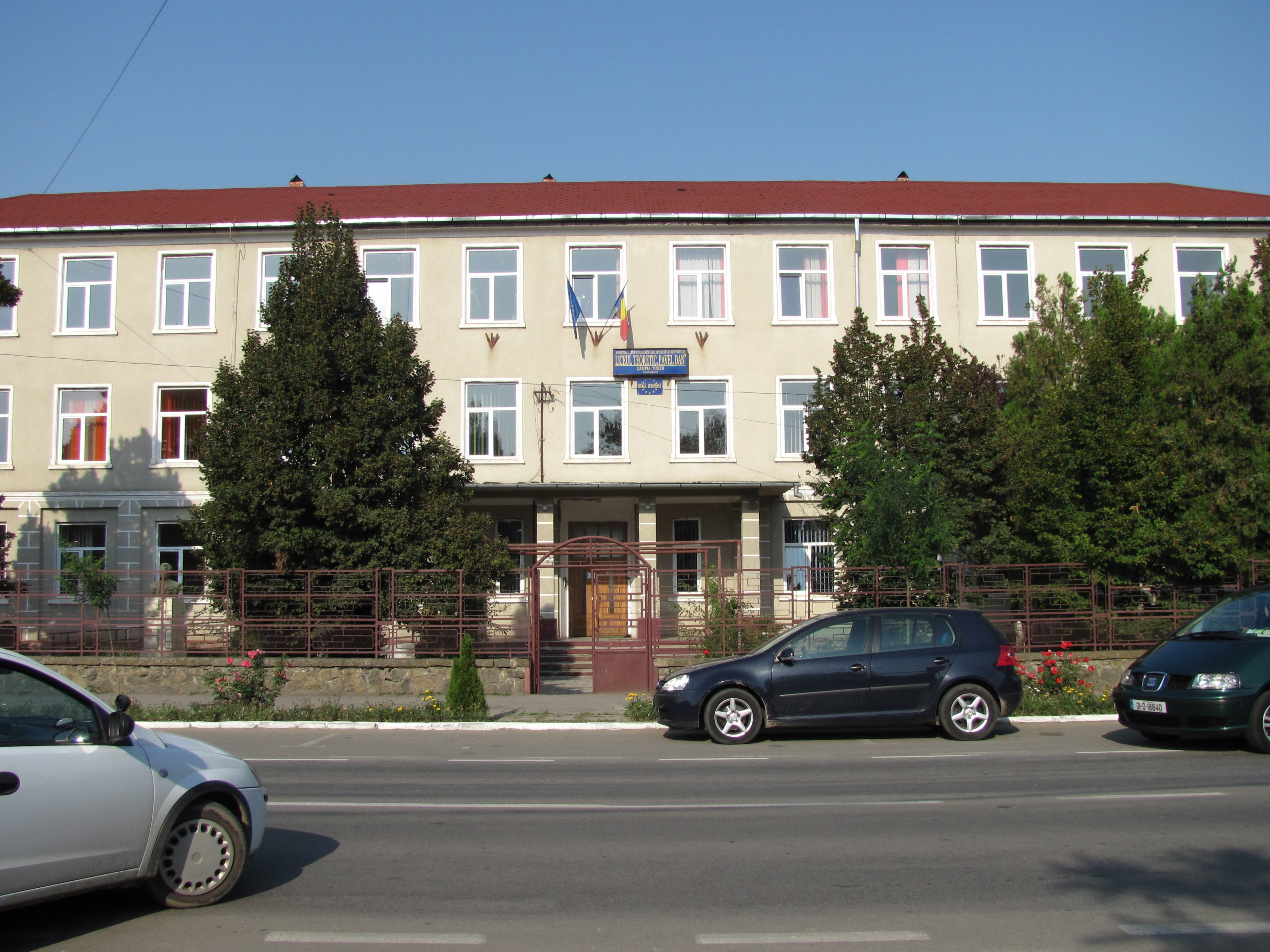
Escola Liceu Teòric "Pavel Dan" (Str.1 Decembrie 1918 nr.17)
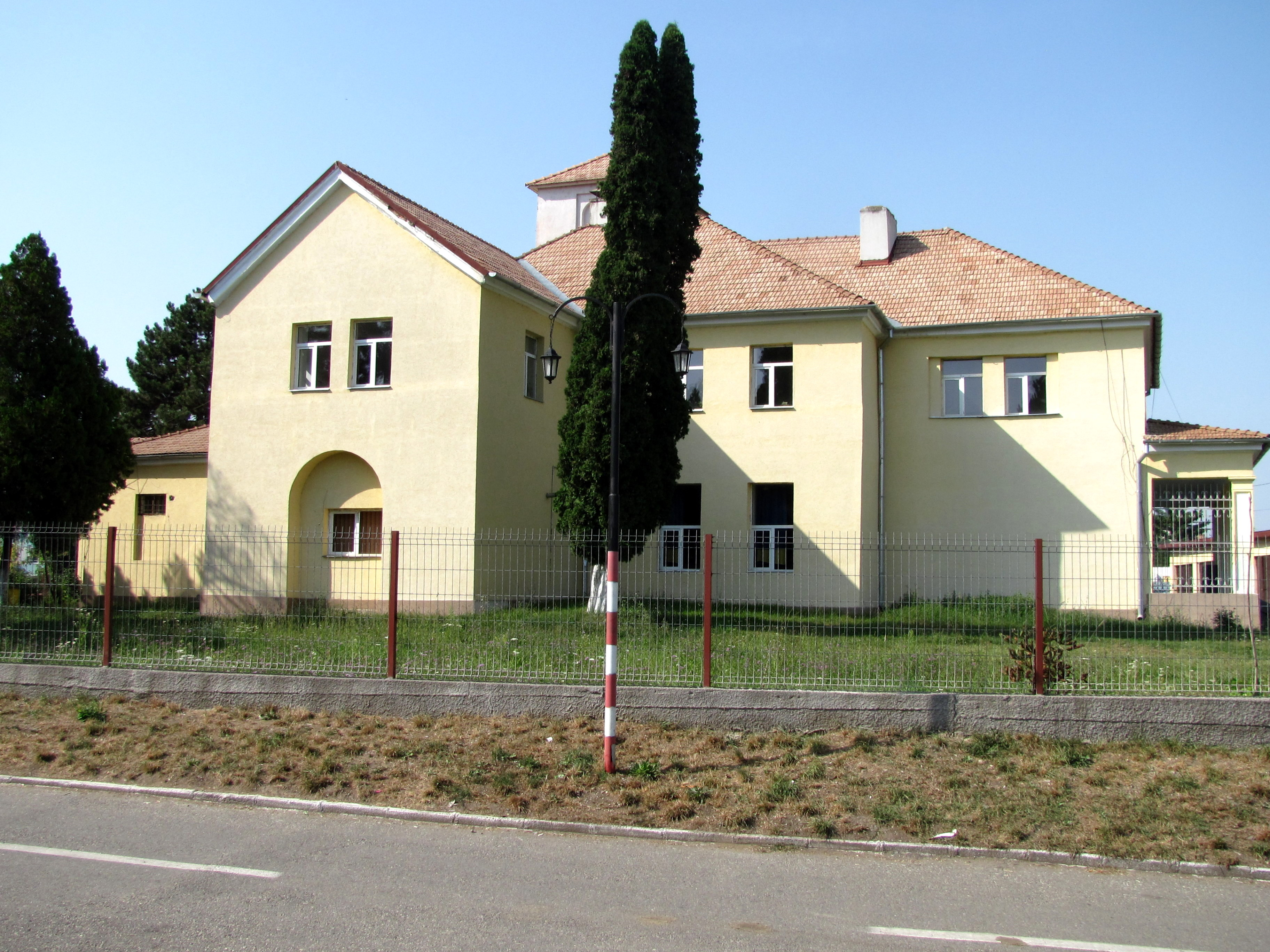
Esplai (Str.Parcului nr.10)
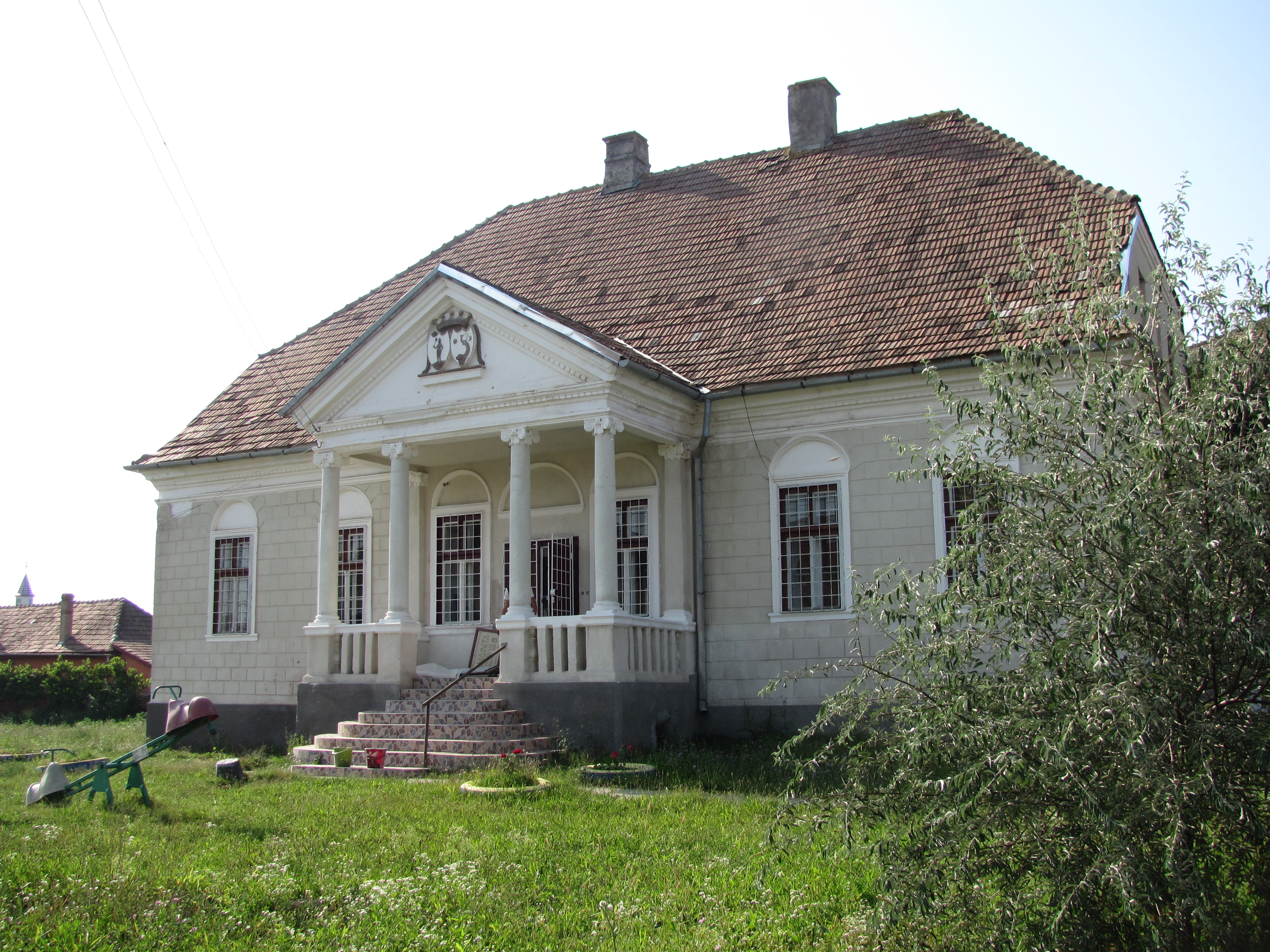
Llar d'infància "Pinochio" (Str.Teilor nr.10)
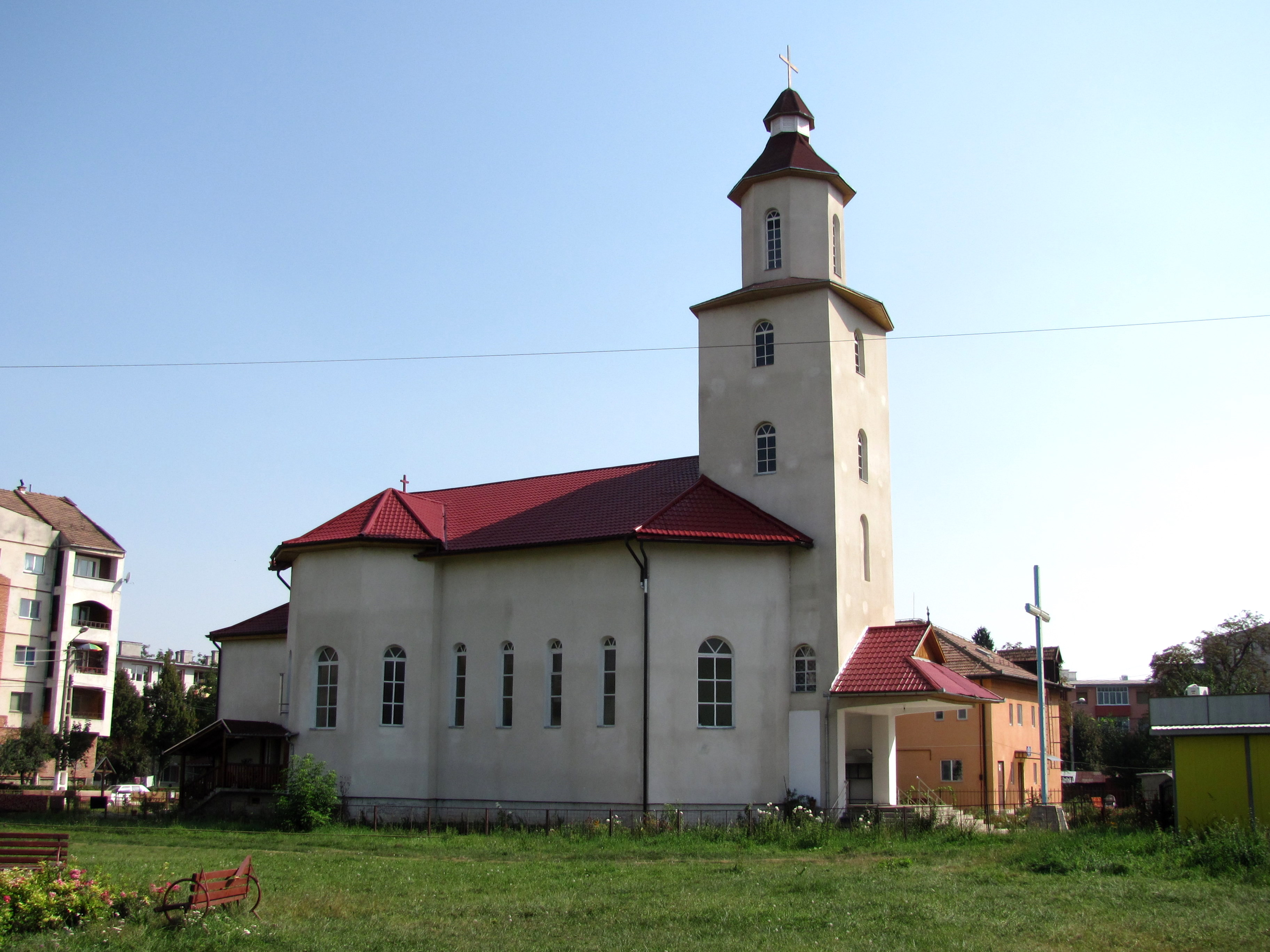
Església Greco-Catolică „Buna Vestire” (Carrer Băii)
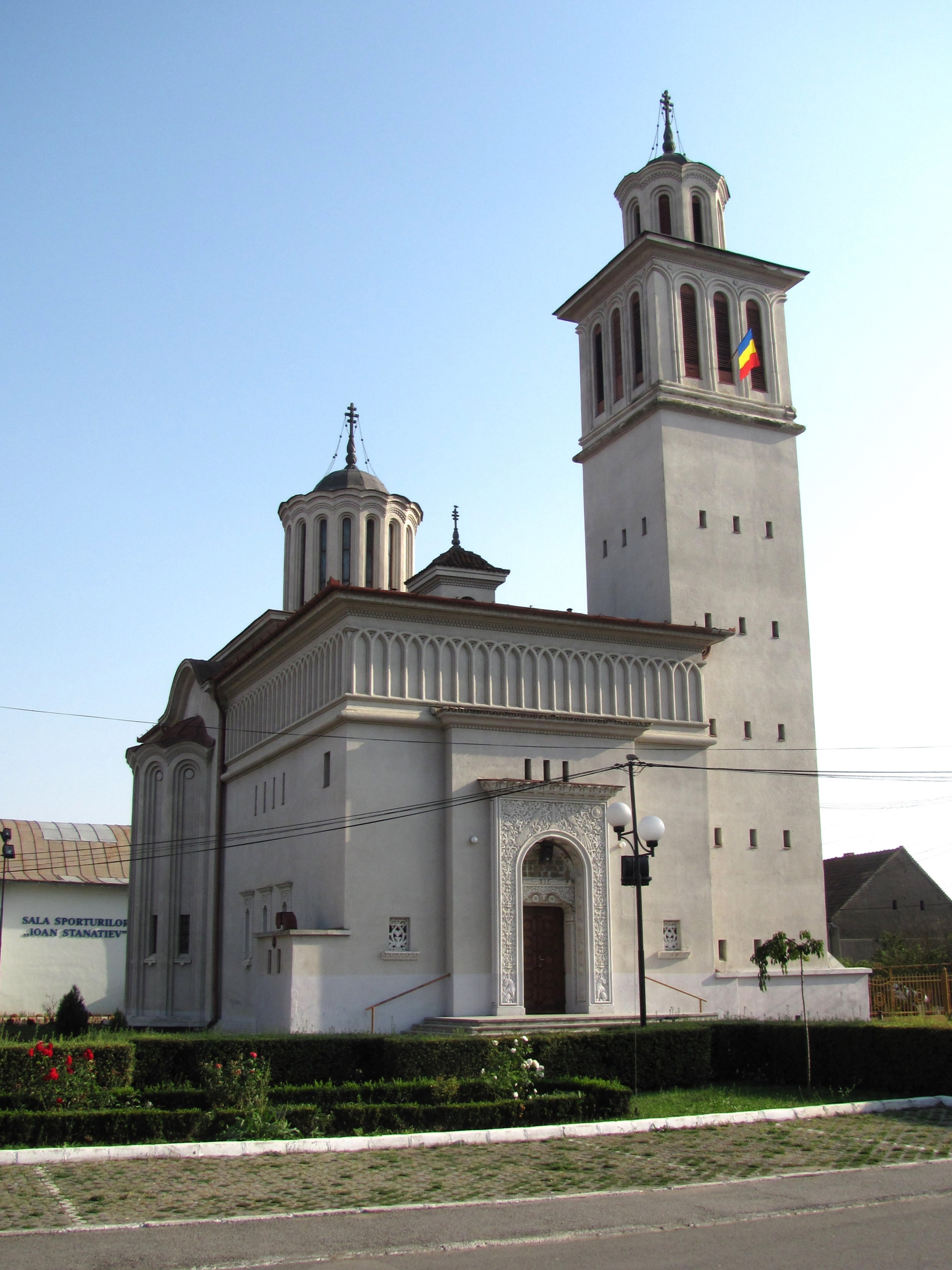
Església Ortodoxă "Învierea Domnului" (Plaça Mihai Viteazu nr.9)
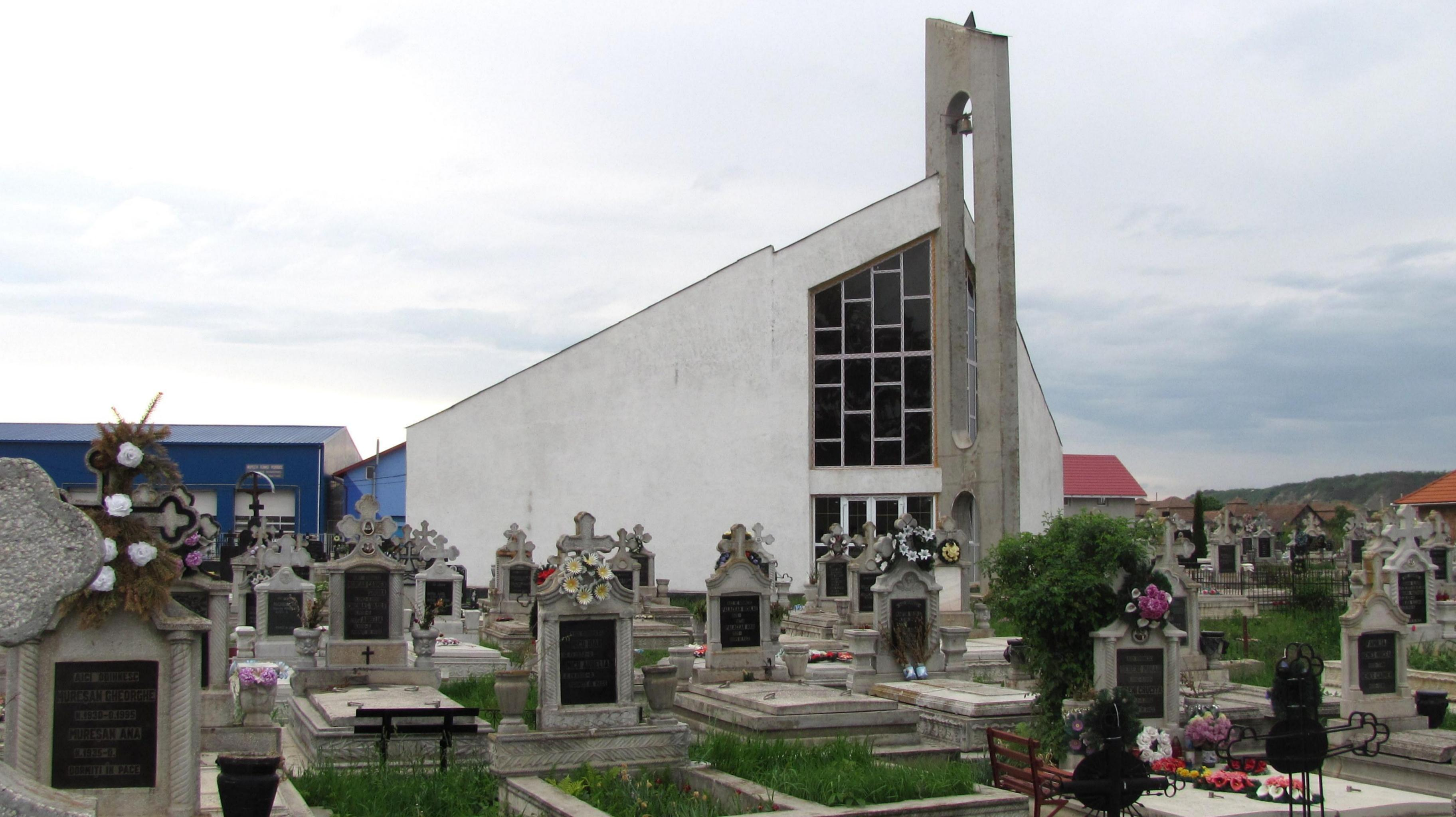
Cementiri Ortodoxa i capella multiconfessional (Str.Grădinilor)